# Weltstatistiktag
Der Weltstatistiktag (engl. World Statistics Day) ist ein internationaler Aktionstag, der erstmals am 20. Oktober 2010  stattfand und von der UN-Statistikkommission deklariert wurde. Er findet auf Initiative der Vereinten Nationen in mehr als 100 Ländern statt, um die Bedeutung offizieller Statistiken hervorzuheben, die auf den Grundwerten „Dienstleistung, Professionalität und Integrität“ basieren.
Der zweite Weltstatistiktag fand am 20. Oktober 2015 statt unter dem Motto „Better Data. Better Lives.“ statt. Wieder fünf Jahre später, wurde der dritte Weltstatistiktag am 20. Oktober 2020 mit dem Motto „Connecting the world with data we can trust“ gefeiert.